# نیام‌داران
نیام‌داران (Coleoidea) یا دوآبششان (Dibranchiata) زیررده‌ای از سرپایان است که تمامی جانداران ابتدایی نرم‌بدن را در بر می‌گیرد.
مهم‌ترین نیام‌داران، هشت‌پایان و ده‌پایان هستند که نمونه مشهور سنگواره آن‌ها که در میان رسوبات دوران دوم به فراوانی یافت می‌شود فشنگچه‌ها Belemnitida هستند. 